# Distribució Lomax
La distribució Lomax, condicionalment també anomenada distribució Pareto Tipus II, és una distribució de probabilitat de cua pesada que s'utilitza en negocis, economia, ciència actuarial, teoria de les cues i modelització del trànsit d'Internet. Porta el nom de K.S.Lomax. És essencialment una distribució de Pareto que s'ha desplaçat de manera que el seu suport comenci a zero.

## Caracterització

### Funció de densitat de probabilitat
La funció de densitat de probabilitat (pdf) per a la distribució Lomax ve donada per
{\displaystyle p(x)={\alpha  \over \lambda }\left[{1+{x \over \lambda }}\right]^{-(\alpha +1)},\qquad x\geq 0,}
amb paràmetre de forma {\displaystyle \alpha >0} i paràmetre d'escala {\displaystyle \lambda >0} . La densitat es pot reescriure de manera que mostri més clarament la relació amb la distribució de Pareto Tipus I. Això és:
{\displaystyle p(x)={{\alpha \lambda ^{\alpha }} \over {(x+\lambda )^{\alpha +1}}}}

### Moments no centrals
El {\displaystyle \nu } º moment no central {\displaystyle E\left[X^{\nu }\right]} només existeix si el paràmetre de forma {\displaystyle \alpha } supera estrictament {\displaystyle \nu }, quan el moment té el valor
{\displaystyle E\left(X^{\nu }\right)={\frac {\lambda ^{\nu }\Gamma (\alpha -\nu )\Gamma (1+\nu )}{\Gamma (\alpha )}}}